# Carte Goodwin
Carte Patrick Goodwin, né le 27 février 1974 à Mount Alto, est un procureur et homme politique américain, membre du Parti démocrate. Il est sénateur fédéral de transition pour la Virginie-Occidentale de juillet à novembre 2010.

## Biographie

### Famille et débuts de carrière
Carte Goodwin est diplômé du Marietta College (en) en 1996 puis de la faculté de droit de l'université Emory en 1999. Il est assistant de justice à la Cour d'appel des États-Unis pour le quatrième circuit avant de devenir avocat.
Goodwin travaille en 2004 pour la campagne de Joe Manchin au poste de gouverneur de Virginie-Occidentale. Lorsque celui-ci est élu, Goodwin devient son directeur juridique (general counsel), poste qu'il occupe de 2005 à 2009. Il retrouve par la suite son métier d'avocat à Charleston, dans le cabinet familial (Goodwin & Goodwin),,. Sa famille est proche de celle du sénateur Jay Rockefeller, pour qui sa femme Rochelle travaille.

### Sénateur des États-Unis
Le 16 juillet 2010, il est nommé par Manchin pour remplacer le défunt sénateur Robert Byrd jusqu'à la tenue d'une élection partielle en novembre 2010,. À 36 ans, il devient le plus jeune membre du Sénat,. Il est également le premier sénateur de l'histoire né dans les années 1970, quand son prédécesseur était le dernier sénateur en activité né dans les années 1920. Goodwin prête serment le 20 juillet suivant devant le vice-président Joe Biden.
Dès sa nomination, Goodwin révèle qu'il ne sera pas candidat à l'élection partielle pour terminer le mandat de Byrd. Les analystes politiques estiment qu'il ne fait que garder la place de Manchin, qui annonce sa candidature le jour de l'entrée de Goodwin au Sénat. Le 2 novembre de la même année, Manchin est élu sénateur avec 53 % des suffrages. Le mandat de Goodwin prend fin le 15 novembre.
Durant son bref mandat, Goodwin vote à chaque fois avec la majorité démocrate du Sénat. Cependant, il n'a pas eu à se prononcer sur des textes impopulaires en Virginie-Occidentale comme la réforme de la santé ou la régulation environnementale.